# Chiesa della Santissima Annunziata (Cefalù)
La chiesa della Santissima Annunziata è un edificio religioso di Cefalù.

## Descrizione
È ubicata lungo il corso Ruggero, di fronte al palazzo dell'ex Municipio. Costruita presumibilmente intorno al 1511, fu danneggiata nel 1964 per il crollo dell'edificio adiacente.
Sulla facciata presenta un grande rosone, che sormonta il portale scolpito con un rilievo dell'"Annunciazione", Il portale è stato smontato e rimontato più in basso nella seconda metà del XIX secolo in seguito all'abbassamento del piano stradale, che ha comportato anche la creazione di due scale interne. Il campanile non molto alto, fiancheggia la facciata e presenta una bifora.
L'interno è a pianta rettangolare allungata e a navata unica, con abside sul fondo. Al di sotto della chiesa è un'ampia cripta destinata in passato alle sepolture: secondo la tradizione vi sarebbe stato sepolto Jacopo Del Duca e fino alla metà del XX secolo vi erano conservati i corpi mummificati dei membri di alcune famiglie nobili locali.
Nella chiesa era venerato anche san Rocco, nominato patrono della città nel 1530.
Vi è custodita inoltre una statua lignea dell'"Addolorata" (oggi nella chiesa di San Francesco) che tradizionalmente viene portata in processione il venerdì santo.